# Néophyte VI de Constantinople
Néophyte VI de Constantinople (en grec : Νεόφυτος ΣΤ΄) fut patriarche de Constantinople du 27 septembre 1734 à août 1740, puis de mi-mai 1743 à mars 1744.